# Karl Maximilian Ferdinand von Mauschwitz

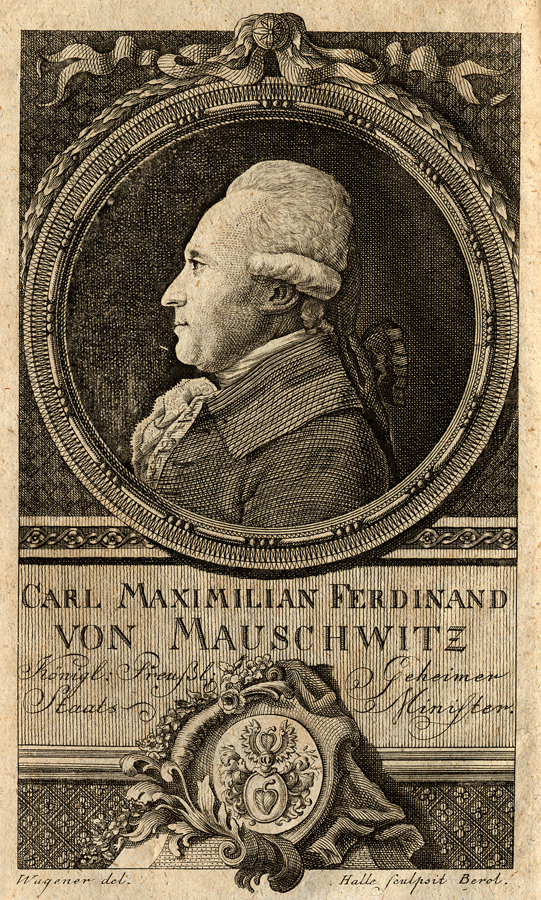
Carl Maximilian Ferdinand von Mauschwitz, Porträt von Johann Samuel Ludwig Halle, 1787

Karl Maximilian Ferdinand von Mauschwitz (* 1730; † 23. Januar 1792) war ein preußischer Staatsminister.

## Leben
Mauschwitz war Angehöriger eines schlesischen Adelsgeschlechts. Er war Kriegs- und Domänenrat bei der kurmärkischen Kammer und Direktor der Kammerdeputation in Stendal. 1779 avancierte er zum Direktor der kurmärkischen Kammer und wurde auch Präsident des Amts-Kirchen-Revenuendirektoriums. Seine Ernennung zum Staats-, Kriegs- und dirigierenden Minister erfolgte 1786. Das Departements Kurmark, Ostfriesland und Neuchâtel sowie der Stempelsachen hat er am 5. Dezember erhalten. Er wechselte 1788 zum Departement für Ost- und Westpreußen und übernahm gleichzeitig die Zuständigkeit für die Kassen-Sachen. Am 20. Oktober 1791 ist er aus Krankheitsgründen aus dem aktiven Dienst ausgeschieden.